# Rhamphomyia amplipedis
Rhamphomyia amplipedis är en tvåvingeart som beskrevs av Daniel William Coquillett 1895. Rhamphomyia amplipedis ingår i släktet Rhamphomyia och familjen dansflugor. Inga underarter finns listade i Catalogue of Life.